# Maria-Eugenia Olaru
Maria-Eugenia Olaru (n. 12 iulie 1957, București) este poetă și prozatoare română. Numele ei real Maria-Eugenia Oală. 
Alte modalități de exprimare ale scriitoarei Maria-Eugenia Olaru sunt grafica, ilustrația grafică și ceramica.

## Activitate sportivă
- 1974 - Campion al României la proba de Canotaj Academic 4+1 Rame juniori (f)
- 1974 - Campion al României la proba de Canotaj Academic 8+1 Rame juniori(f)
- 1975 - Campion al României la proba de Canotaj Academic 8+1 Rame juniori(f)
- 1973-1977 numeroase alte titluri și premii la concursuri de canotaj-academic pe plan național și international.

## Activitate literară
- 1984 - 1989 poeta frecventează numeroase cenacluri literare bucureștene, Cenaclul de Luni, Cenaclul Ienăchiță Văcărescu, Cenaclul Bacovia și altele.
- 1990 - membru fondator al Societății Literare și Teologale “LOGOS" care a reunit, la început de drum, pentru o noua democrație și libertate de expresie, atât prestigioși profesori universitari și literați din Universitatea București, cât și înalte personalități teologice ale Bisericii Ortodoxe Romane.
- 2007 Director fondator al Revistei on-line de literatură creștină, artă digitală și viață creștină "Odgon"

## Tematica poeziilor

### Cuvântul
Viziunea poetică a Mariei Eugenia Olaru se trage direct din începutul Evangheliei lui Ioan;
| La început era Cuvântul și Cuvântul era la Dumnezeu și Dumnezeu era Cuvântul. |
| Ioan, 1,1 - Traducerea Gala Galaction                                         |

Tema ‘’Cuvântului’’, ca esență a lui Dumnezeu, revine repetat în poezia ei. Constituind începutul genezei, tot ceea ce este creat de Dumnezeu derivă din Cuvânt. Într-una din viziunile ei, Maria Eugenia Olaru, aflându-se în centrul unui oraș – prin esență construit de oameni – ea elimină intervențiile umane, regăsindu-se în natura creată de Dumnezeu în centrul căreia devine conștientă că și ea este, în ultimă instanță, un rezultat al creației.
Pentru poetă ‘’Cuvântul’’ este omniprezent. Ea îl găsește și în interiorul ei, în inimă – simbol al iubirii – dar și peste tot în natura înconjurătoare.  

### Lumina
Maria Eugenia Olaru, are apoi viziunea Cuvântului care se transformă în Lumină, ca și în Evanghelia lui Ioan.   
| Întru el era viață și viața era lumina oamenilor. Și lumina luminează în întuneric și întunericul n-a cuprins. |
| Ioan 1. 4-5 - Traducerea Gala Galaction                                                                        |

Lumina devine astfel cea de  a doua componentă fundamentală a poziei Mariei Eugenia Olaru
Dar pentru poetă această transformare a Cuvântului în Lumină va avea loc în viitor. Prezentul, actualitatea, se mai află în întunecime. Credința ne dă doar o certitudine că această Lumină va veni cândva. Maria Eugenia Olaru nu vede un sfârșit al așteptării pe care o descrie. Se va termina oare vreodată? Este o viziune sumbră a contemporaneității, care este lipsită de credință și de iubire și cât timp situația nu se va schimba, lumina nu poate apare.
În același timp, poezia ei leagă această așteptare de o sete de liniște, a unei liniști pe care lumea nu o poate da nicicând. Maria Eugenia Olteanu nu are încredere în viitor, nu dovedește că speră că lumea va deveni mai bună. Așa a fost lumea de milioane de ani. Ea nu arată niciun motiv pentru care lumea nu va continua să fie tot la fel de neschimbată în următoarele milioane de ani.
Este o altă afirmație a faptului că sfârșitul așteptării nu este iminent. Gândindu-se la viitorul în care va apare Lumina, poeta identifică două caracteristici esențiale ale Luminii, anume strălucirea și mișcarea rectilinie, neabătută de nicio forță externă, de la sursă până la obiectul care o primește. Asocierea dintre ‘’Lumină’’ și ‘’Adevăr’’, prezentată mai înainte este firească pentru Maria Eugenia Olaru, deoarece și Adevărul și Lumina sunt directe. 

### Pâinea
Un alt simbol central al poeziei Mariei Eugenia Olaru este cel a pâinii, element de bază al credinței creștine. Pâinea ca imagine trupului Mântuitorului a fost totdeauna un simbol al credinței creștine, decurgând din ceremonia Cinei celei de Taină:
| Și luând pâine, mulțumind a frânt și le-a dat lor zicând: Acesta este trupul meu care se dă pentru voi; aceasta să faceți întru pomenirea mea. |
| (Luca 22. 19) - Traducerea Gala Galaction |

Dar Maria Eugenia Olaru vede și alte imagine ale pâinii, pe care ea le consideră la fel de indisolubil legate de credința creștină. Pâinea nu este doar un simbol al trupului lui Christos, ci și o imagine a Cuvântului, a hranei sufletești necesară pentru existență.
| Pâinea ce se pogoară din cer este aceea, din care, dacă mănâncă cineva, nu mai moare |
| (Ioan 6.58) - Traducerea Gala Galaction                                              |

Și, în același timp pâinea revine ca imagine și în rugăciunea “Tatăl Nostru”:
| Pâinea noastră, cea spre ființă, dă ne-o nouă în fiecare zi |
| (Luca 11.3) - Traducerea Gala Galaction                     |

Poeta nu interpretează pâinea din rugăciune simplist ca un mijloc de subzistență. Ruga descrie pâinea zilnică drept un dar al lui Dumnezeu, nu un rezultat al muncii. În acest sens, cuvântul pâine ‘’spre ființă’’ din rugăciune se referă în aceeași măsură la hrana pământească și la cea sufletească, în contextul în care este prezentată, imaginea neputând fi limitată la existența trupească.

### Credința și iubirea
Credința este o altă valență a poeziei Mariei Olaru. Din diferitele forme de credință, poeta alege iubirea ca esență a credinței creștine, căreia i le subordonează pe celelalte,
Astfel, izbăvirea devine posibilă numai prin iubire.

### Legătura dintre natură și ființa umană
În poezia ei, Maria Eugenia Olaru scoate frecvent în evidență dihotomii, adesea între elementele naturale și umane, natura și ființa umană fiind în viziunea poetei cele două elemente principale ale creației divine. Astfel, versurile de urmează ilustrează o asemenea dihotomie care revine adesea în poezei ei, anume roua și lacrimile. Ambele provin de la Dumnezeu, rouă întărește mugurii, lacrimile întăresc ființa.

## Acțiuni militante
Apel pentru păstrarea icoanelor în școli.

## Activitate profesională
- Asistent gr. I. Academia Română - Institutul de Sociologie, Specializare editare-tehnoredactare, volume și lucrări științifice.

## Publicații
- 1982 - Debut în Revista Asociației Studenților din Universitatea București - poezie
- 1986 - Volum colectiv de poezie “URMAȘII” editat de Cenaclul “Ienăchiță Văcărescu” al Cooperației Meșteșugărești din     România
- 1988 - Revista “Steaua” (nr.7/1988) din Cluj - poezie
- 1989 - Revista “Transilvania”  (nr.3/1989) din Sibiu - poezie
- 1990 - Radio “România Tineret”.  Convorbiri despre o nouă abordare a limbajului poetic.
- 1990 - Radio “România Tineret” Poezie.
- 1999 - Situl cultural www.romanianvoice.ro - Romanian Voice – Poezii Românești – Poezie
- 2007 - 2008 - Odgon, Revistă electronică de literatură creștină, artă digitală și viață creștină, Editorial, poezie, proză, artă digitală.
- 2008 - Revista Odgon, volumul "Țipătul, înstelare sonoră", București 2007, versuri.
- 2008 - Revista Odgon, volumul , "Cortul de lână",  București 2007, versuri.
- 2008 - Revista Odgon, album de artă digitală Golgota din vârful creionului, Moonlight,

București 2008
- 2008 - Revista Odgon, album de artă digitală, Sun Rays  - Muzica sferelor, București 2008,
- 2008 - Revista Atheneum,  revistă de cultură și informație a Fundației culturale Atheneum din Canada. Poezii, Galerie – artă digitală.
- 2008 – Revista Atheneum,  revistă de cultură și informație a Fundației culturale Atheneum din Canada, “Io, luptătorul / I  Am, The Fighter”
- 2008 - Revista Atheneum, Arta, arta, arta... Emoția estetică.
- 2008 -  Luceafărul Românesc, Poeme, Laudă pentru făptura dumnezeiască, Poezii.
- 2008 -  Revista Ecoul, revistă de creație opinie și atitudine, „Turnul”, "Stare lirică de justiție", "Io, luptătorul" sau " I am the fighter", fragment din romanu in lucru " Orașul perfect" -  Floarea soarelui", proză.
- 2008 -  Revista Ecoul, "Cuvântul, Cuvântul care ne zidește", "Arta, arta, arta... Concepție creștină asupra creației de artă".
- 2008 - Monitorul Cultural, on -line, "Cuvântul, Cuvântul care ne zidește", Mărturisire de credință literară.
- 2008 - Noul Orfeu, Antologie de poezie română de azi, on-line, Poezie.
- 2008 - Revista Universul cărților - Scriitorii despre cărțile lor, Secretul unei cărți Țipăt", Maria-Eugenia Olaru, " prezentarea volumului "Țipătul înstelare sonoră" făcută de autor, Maria-Eugenia Olaru,  "Cortul de lână". prezentarea volumului făcută de autor.
- 2008 -  Biblioteca gratuită on-line, volumul "Țipătul, înstelare sonoră", București 2007, versuri, autor Maria-Eugenia Olaru.
- 2008 - Biblioteca gratuită on-line, volumul "Cortul de lână", nuvele, autor Maria-Eugenia Olaru.
- 2008 - NEAMUL ROMANESC o serie noua o an III , Nr.41 / 2008 - revistă de opinie, dezbateri,  istorie contemporană, Maria- Eugenia Olaru - "Un traditionalism modern",
- 2008 - Cetatea lui Bucur  literatura, arte, carti- Revista Ligii Scriitorilor din Romania, filiala Bucuresti, "Linia, punctul, culoarea și emoția estetică", eseu. 30 September 2008.
- ARTĂ DIGITALĂ:
- 2007 – Revista on-line Odgon, artă digitală
- 2008 - Revista Atheneum, Gallery, Maria-Eugenia Olaru, Artă digitală.
- 2008 - Monitorul cultural, on line - Maria-Eugenia Olaru: „O expozitie de arta digitala, „Flower of Memory”,  Aya Kato.
- 2008 - Odgon, revistă de literatură creștină, artă digitală și viață creștină, Emoția estetică I, II.
- 2008 - Ecoul, revistă de creație, opinie și atitudine, Arta, Arta, Arta... Concepție creștină asupra creației de artă.

## Premii și distincții literare
- 1988 - Festivalul Național de Poezie “Lucian Blaga” - premiul Revistei “Steaua” din Cluj, revistă a Uniunii Scriitorilor din România.
- 1988 - Festivalul Național de Poezie “Lucian Blaga” - premiul Marelui Public oferit prin cele mai aprinse aplauze.

## Volume publicate
- "Țipătul înstelare sonoră" - volum versuri, variantă electronică - ISBN 978-973-0-05154-4.
- "Cortul de lână" – volum de nuvele, variantă electronică - ISBN 978-973-0-05155-1.
- "Golgota din vârful creionului, Moonlight - muzica sferelor", album de artă digitală, codul ISBN 978-973-0-05691-4.
- "SUN RAYS – MUZICA SFERELOR", album de artă digitală, codul ISBN 978-973-0-05784-3.
- "Odgon", revistă personală de literatură creștină, artă digitală și viață creștină, ISSN 1843 - 5408
- În colaborare: Mărturisirea de credință literară, Scrisul ca religie la Români, în preajma Anului 2000, vol.II,     un "document de conștiință colectivă" conceput și orânduit de Artur Silvestri. ISBN 973-7609-37-3
- "Stare lirică de justiție", 2008

## Volume editate
Menționăm câteva din volumele sau lucrările științifice editate împreună cu colectivul de specialitate din Institutul de Sociologie al Academiei Române:
- MARIA FULEA - “TRANZIȚIA ÎN AGRICULTURA ROMÂNIEI. PROCESE SOCIO-ECONOMICE 1950-1993” Academia Română, Institutul de Sociologie, București 1995
- MARIA LARIONESCU - “SOCIOLOGIE ROMÂNEASCĂ” VOL.I, DIMITRIE GUSTI, EUGENIU SPERANȚIA, C. D. GHEREA, Studii și cercetări nr.4, Academia Română, Institutul de Sociologie, 1995.
- MARIA LARIONESCU, coordonator - “SCOALA SOCIOLOGICĂ DE LA BUCUREȘTI. TRADIȚII ȘI ACTUALITATE” - Academia Română, Institutul de Sociologie - Univesitatea din București, volum editat în colaborare cu ocazia Congresului Mondial de Sociologie rurală.
- MEDIAS ET ESPACES PUBLICS, Approches, Acteurs, Pratiques. Coordonator de volum Prof. Dr. Ioan Drăgan, București, iunie 1995. Academia Română, Institutul de Sociologie. Colocviului Româno-Francez 1995.
- SOCIÉTÉ ET MÉDIATISATION, coordonator volum Prof. dr. Ioan Drăgan, București, iulie 1996, Academia Română, Institutul de Sociologie Colocviul Româno - Francez.
- POST-MODERNITÉ, MÉDIATISATION ET NOUVELLES TECHNOLOGIES DE LA COMMUNICATION, coordonator volum Prof.dr. Ioan Drăgan, Colocviul Româno-Francez, București, iunie 1997, Academia Română, Institutul de Sociologie.
- LA COMMUNICATION DU POLITIQUE - Regards croisés Est-Ouest, Sous la direction de Ioan Dragan, volum apărut la Editura L’Harmattan - Collection Communication et Civilisation, 1999, Paris - France, Montréal – Canada, editat de colectivul Institutului de Sociologie în colaborare cu Editura L’Harmattan.
- CORUPȚIA ÎN ROMÂNIA, REALITATE ȘI PERCEPȚIE SOCIALĂ, Coordonatori: Ioan Dorinica, Dan Banciu, Sorin M. Rădulescu, 2004
- ATLAS SOCIOLOGIC RURAL, Ilie Bădescu, Gh. Șișeștean, Florin Popa,  Editura MICA VALAHIE 2005
- Viața și moartea în satul românesc, Coordonatori: Ilie Bădescu, Oscar Hoffman, Ed. Mica Valahie, 2005.
- Enciclopedia Sociologiei, vol.I, Ilie Bădescu, 2006, Editura Mica Valahie.
- Enciclopedia Sociologiei, vol.II, Ilie Bădescu, 2006,Editura Mica Valahie.